# Zoo Dublin
Koordinaten: 53° 21′ 14″ N, 6° 18′ 14″ W
Der Dublin Zoo (irisch Zú Bhaile Átha Cliath) liegt im Phoenix Park, in Dublin und ist der größte Zoo Irlands und eine von Dublins meistbesuchten Sehenswürdigkeiten. Gegründet wurde er 1830 und ist damit nach Wien, Paris und London der viertälteste Zoo der Welt. Er empfängt im Jahr über 500.000 Besucher.
Der Zoo hat sich drei Ziele gesetzt: Naturschutz, Forschung und Information. Diese Ziele beschreibt er folgendermaßen: „Mit anderen Zoos zusammenzuarbeiten, um einen wichtigen Beitrag zur Erhaltung der natürlichen Vielseitigkeit des Lebens auf der Erde zu leisten.“

## Geschichte
Der Zoologische Garten Dublins wurde am 1. September 1831 von der Zoological Society of Dublin eröffnet, die am 10. Mai 1830 zum ersten Mal zusammentraf. Der damalige Tierbestand belief sich auf 46 Säugetiere und 72 Vögel, die vom Londoner Zoo gespendet wurden.
Am 17. Juni 1903 tötete ein Asiatischer Elefant namens Sita ihren Pfleger, der ihren verletzten Fuß pflegte.
Der Zoo erlitt im Zuge des Osteraufstands 1916 eine Futtermittelknappheit, was dazu führte, dass einige Tiere getötet werden mussten, um die großen Raubtiere am Leben zu erhalten.
Am 20. März des Jahres 1927 wurde ein Löwe namens Cairbre im Zoo geboren. Er ist heute bekannt als der Löwe Leo im Signet der Metro-Goldwyn-Mayer Film Studios von 1928.
2020 löste Christoph Schwitzer den seit 19 Jahren amtierenden Leo Oosterweghel als Zoodirektor ab.

## Themenbereiche
1994 bewilligte die Regierung Irlands dem Zoo einen Zuschuss von 15 Millionen irischen Pfund (19.050.000 €), um den Zoo zu privatisieren, so dass er künftig keine staatlichen Subventionen mehr nötig hat. Als Teil dieses Planes wurde eine Anzahl von Themenbereichen entwickelt: the World of Primates (die Welt der Primaten), the Fringes of the Arctic (Die arktischen Gebiete), the World of Cats (Die Welt der Raubkatzen), the City Farm (Stadtbauernhof) und die African Plains (afrikanische Savanne).

### World of Primates
Die World of Primates  war bei der Eröffnung 1996 die erste Themenanlage in einem Zoo. Sie besteht aus einer Reihe von künstlichen Inseln, die in einem großen See angelegt sind. Jede Insel beherbergt eine andere Affenart, die durch Stege und Brücken mit den Schlafplätzen und dem Ufer verbunden sind. Zusätzlich sind sie mit Kletter- und Beschäftigungsmöglichkeiten ausgestattet. Die Gebäude dieses Bereiches werden von Schimpansen, Östlichen Colobusaffen, Roten Varis, Siamangs und Klammeraffen bewohnt.

### African Plains

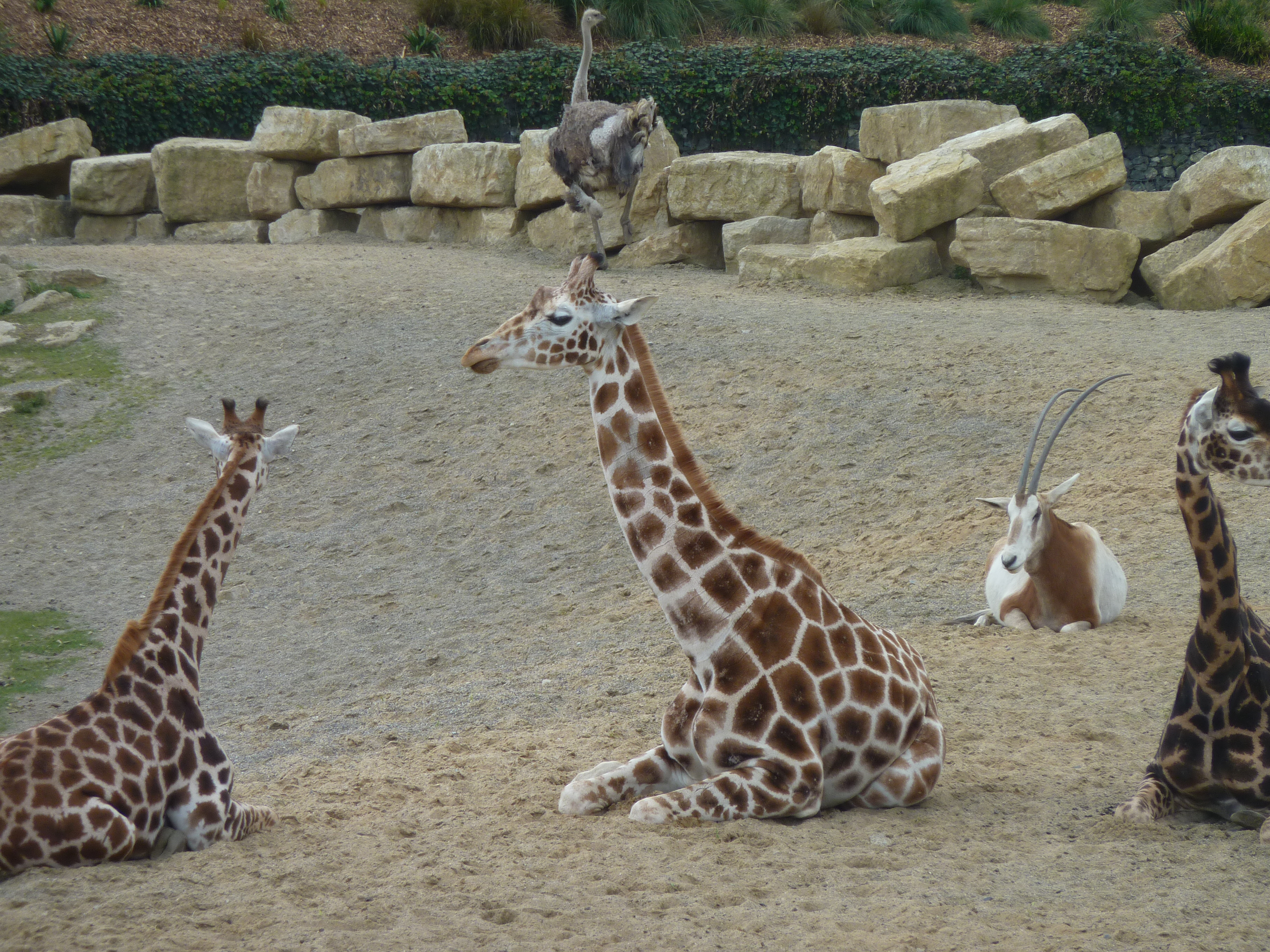
Gemeinschaftshaltung von Giraffen, Säbelantilopen und Straußen auf der Afrika-Anlage

Im Sommer 2000 wurden die African Plains eingeweiht. Dies ist ein großes savannenartiges Gehege für die großen afrikanischen Tierarten des Zoos. Dem Zoo wurden dafür 13 Hektar auf dem Gelände von Áras an Uachtaráin, der präsidialen Residenz Irlands, zur Verfügung gestellt. Dieses Gebiet vergrößerte die Fläche des Zoos auf das Doppelte.

## Naturschutz
Der Zoo nimmt am Europäischen Erhaltungszuchtprogramm (EEP), das die Zucht von bedrohten Tierarten in Europa koordiniert, teil. Im Rahmen der EEP betreut jeweils ein Zoo eine Tierart. Der lokale Koordinator führt das Zuchtbuch der Population. Er verpaart einzelne Tiere, um einen optimalen Genpool aufrechtzuerhalten. Der Zoo Dublin führt das Zuchtbuch für den Springtamarin, den Molukkenkakadu und den Orangehaubenkakadu (Stand 2020).